# Суибне мак Колмайн

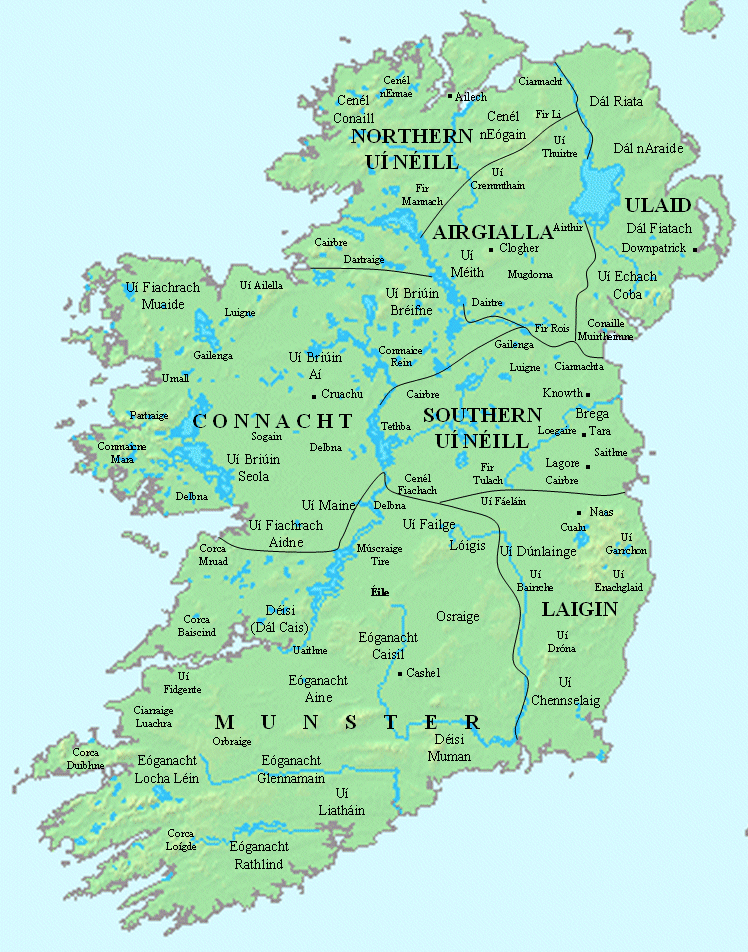
Ирландия в Раннее Средневековье

Суибне мак Колмайн (др.‑ирл. Suibne mac Colmáin; убит в 600) — король Миде (587—600) из рода Кланн Холмайн.

## Биография
Согласно средневековым ирландским генеалогиям, Суибне был одним из сыновей Колмана Старшего, погибшего в 555 или 558 году.
Суибне мак Колмайн унаследовал престол королевства Миде в 587 году, после гибели своего дяди Колмана Младшего в сражении с верховным королём Ирландии Аэдом мак Айнмерехом. Резиденция королей Миде находилась вблизи холма Уснех, в связи с чем в некоторых средневековых источниках (например, в «Лейнстерской книге») правители этого королевства упоминаются как короли Уснеха. В средневековых списках правителей Миде, сохранившихся в «Лейнстерской книге» и трактате «Laud Synchronisms», ошибочно сообщается о том, что Суибне владел престолом восемнадцать лет.
Мариан Скот в написанном им в XI веке труде сообщал, что именно Суибне мак Колмайн, а не его дядя Аэд Слане, был верховным королём Ирландии после погибшего в 598 году Аэда мак Айнмереха. Также предполагается, что правитель Миде может быть тождественен тому Суибне, который как король Тары упоминается в ирландской саге «Видение Конна», написанной во времена Финснехты Пиролюбивого. О том же, что преемником Аэда мак Айнмереха был правитель Бреги Аэд Слане, упоминается в ирландских анналах. Вероятно, что в противоречивости сообщений средневековых источников о преемственности королей на престоле Тары на рубеже VI—VII веков нашла отражение борьба за власть, которую вели в это время ирландские правители. Не исключается и возможность того, что после гибели Аэда мак Айнмереха в Ирландии наступил период междуцарствия, продолжавшийся около двух лет.
Суибне мак Колмайн был убит в Бри Дам в 600 году. Организатором этого убийства был Аэд Слане. В написанном Адамнаном житии Колумбы это убийство называется «вероломным». Гибель Суибне положила начало долговременному конфликту между представителями родов Кланн Холмайн и Сил Аэдо Слане. Преемником Суибне на престоле Миде был его брат Фергус мак Колмайн.
Сыновья Суибне мак Колмайна — Коналл Гутбинн и Маэл Дойд мак Суибни — также как и их отец владели престолом Миде. Дочь Суибне — Уасал (умерла в 643 году) — была второй супругой короля Лейнстера Фаэлана мак Колмайна из рода Уи Дунлайнге.